# Sendo (Zvečan)
Pour les articles homonymes, voir Sendo.
Sendo en serbe latin et Sendojë en albanais (en serbe cyrillique : Сендо) est une localité du Kosovo située dans la commune/municipalité de Zvečan/Zveçan, district de Mitrovicë/Kosovska Mitrovica. Selon des estimations de 2009 comptabilisées pour le recensement kosovar de 2011, elle compte 4 habitants, dont une majorité de Serbes.

## Démographie

### Évolution historique de la population dans la localité
| 1948 | 1953 | 1961 | 1971 | 1981 | 1991 | 2009 |
| ---- | ---- | ---- | ---- | ---- | ---- | ---- |
| 117  | 134  | 157  | 128  | 127  | 109  | 4    |

|  |